# Vrbovac (miasto Smederevo)
Vrbovac (cyr. Врбовац) – wieś w Serbii, w okręgu podunajskim, w mieście Smederevo. W 2011 roku liczyła 1020 mieszkańców.